# Management européen
Le management européen est défini comme "un management interculturel et sociétal fondé sur une approche interdisciplinaire", et a trois caractéristiques :
1. Le management interculturel qui examine de manière explicite les interactions des collaborateurs marqués par des cultures nationales et/ou des cultures organisationnelles différentes. Les Européens ont un fort savoir-faire pour gérer la diversité culturelle. Ils la considèrent comme valeur ajoutée[4].
2. Le management sociétal à l’aide de la responsabilité sociétale des entreprises. Le management européen porte une attention particulière aux individus qui amène les dirigeants européens à agir dans un contexte à la fois économique et social[5]. Selon Thierry Picq « les européens estiment que le progrès est au service de l’humanité et pas l’inverse »[6].
3. L’interdisciplinarité, nécessaire pour résoudre les questions globales et complexes des entreprises européennes[4].

## Différences avec le management américain et asiatique
Le management européen se définit souvent par opposition avec les styles de management en Amérique du Nord et en Asie, notamment le Japon. Le management européen a une orientation forte vers les personnes et la responsabilité sociale qui apparaît comme spécifique en comparaison des pratiques de management américain et asiatique. Le management nord-américain est plus centré sur la satisfaction de l'actionnaire et le profit à court terme. Le management en Asie, s'intéresse bien aux personnes mais plus en visant leur conformation au mode de fonctionnement de l'entreprise qu'en essayant de valoriser leur caractère et leurs compétences propres. L'orientation vers les personnes, caractéristique du management européen, se distingue par la mise en valeur de l'individualité.
L'Europe ainsi que le management européen est confrontée à la diversité des pays européens différents, leurs langues, et de leurs cultures. Ainsi le management européen favorise l'intégration de la diversité dans les ressources humaines comme source de créativité et comme valeur ajoutée. Les entreprises asiatiques au contraire veulent une forte intégration, en exportant leur management et leur culture d'entreprise. Pionnières en matière de diversité, les entreprises américaines gèrent cette question de manière assez différente des entreprises européennes. En comparaison avec les États-Unis, le modèle européen promeut plus la gestion de la diversité aussi bien comme vecteur de performance qu'en tant que base d'un dialogue social et de respect des individus.

## Futur du management européen
Certains prévoient un futur optimiste pour un management à l’européenne, notamment grâce à son attirance pour l’international, dans les prochaines années – le résultat de la globalisation et donc d'un besoin accru de compétences dans l'interculturel, le sociétal, et l’interdisciplinaire.